# 大竹徹夫
大竹 徹夫（おおたけ てつお、1960年7月12日 - ）は、群馬県出身の作曲家、編曲家、キーボーディスト、シンセサイザー・プログラマーである。
1984年にキーボーディスト、シンセサイザー・プログラマーとしてデビュー。
1990年に作曲家、編曲家としての活動を始めており、これまで300以上のアーティストの楽曲にてシンセサイザー・プログラマーとして活動している。
代表作に「game over」（サウンドトラック『Over Time-オーバー・タイム』）がある。

## 来歴

### 幼少・青年期
- 1960年～1972年（8歳のころ）、ピアノと歌を習い始め、小学生高学年のころ、少年少女合唱団に在籍する。11歳のころ、トムトムを演奏したことからドラムに興味を抱く。
- 1973年～1979年（中学生のころ）、ビートルズ、クイーンの影響を受けながらバンド活動を始め、ドラム、キーボードを担当する。高校生のころ、プログレッシブ・ロックに傾倒しつつ、バンド活動を続ける。

### バンド・VIZION 時代
- 1981年、数々のバンド活動を経て、日本大学芸術学部に在学する音楽学科の崎谷健次郎、映画学科の茂野雅道を中心に結成されたバンド『VIZION（ビジョン）』に参加する。バンドには、有賀啓雄、生乃久法、石山仁、松本晃彦が在籍していた。大竹は、キーボード、コーラスを担当した。
- 1982年、東京・Shibuya eggmanでライヴ活動を活発に展開する。安全地帯、BARBEE BOYS、杉真理、HOUND DOG、爆風スランプらとライブイベントでステージを共にした。
- 1983年、6月21日にVIZIONの1st.アルバム「PSYCHOTIC CUBE」がリバスター音産より発売されメジャー・デビュー。7月11日、東京・六本木ピットインにてライブを開催するが、これが最後の活動となり、解散する。

### キーボーディスト/シンセサイザー・プログラマーデビュー
- 1984年、アシスタント・シンセサイザー・プログラマー、キーボーディストとして、アトリエ*ガガからデビューした。

### シンセサイザー・プログラマー/HALFTONE MUSIC 時代
- 1985年、音楽プロデューサーである武部聡志に出会い、HALFTONE MUSICに移籍する。斉藤由貴のアルバム『チャイム』を手がける。
- 1989年、バンド・VIZIONのメンバーであった崎谷健次郎のアルバム『KISS OF LIFE』を手がける。以降、『ただ一度だけの永遠』、『ambivalence』、『HOLIDAYS』にも参加する。

### シンセサイザー・プログラマー/HAM 時代
- 1990年、HALFTONE MUSICとHammerとの合併によりHAM所属となり、武部聡志との共同作業の中で、作曲家・編曲家活動を始める。
- 1992年、Sepia'n Rosesのアルバムの楽曲を、武部聡志と共同編曲する。
- 1995年、内田有紀の1st.アルバム『純情可憐乙女模様』の収録曲を、武部聡志と共同編曲する。オリコンチャート1位を獲得する。

### シンセサイザー・プログラマー/自主制作時代
- 1996年、HAMを退職する。貴水博之のアルバム『WALL』を手がける。
- 2000年、吉田拓郎の全国ライヴツアー「夏と君と冷やしたぬき」に参加する。
- 2002年、「Yosakoiソーラン」、「若狭Yosakoi」の編曲、PlayStation 2の「インゴッド79」の作曲・編曲を行う。
- 2003年、J-Kissカラオケを発売する。

## 代表作品
- 「game over」（フジテレビ『Over Time-オーバー・タイム』サウンドトラック）
- 「NEVER ENDING PARTY」（内田有紀1st.アルバム『純情可憐乙女模様』）
- 「ビーチボーイズ」（サウンドトラック）
- 「ボーイハント」（サウンドトラック）
- 「GTO」（サウンドトラック）
- 「PU-PU-PU-」（サウンドトラック）

## その他作品
- コカ・コーラ イベント（作曲）
- シチズン時計 Jリーグ・ウォッチ テレビコマーシャル（作曲）
- トヨタ自動車 kijan テレビコマーシャル（作曲）

## 楽曲提供
- 内田有紀
- 越智静香
- KATSUMI
- 鈴木結女
- Sepia'n Roses
- The Shamrock
- Secret Cruise
- 貴水博之
- 千鶴伽
- Bluem of Youth
- モダンチョキチョキズ

### シンセサイザー・プログラマーとして参加したアーティスト
- 相沢友子
- Island
- アイリーン・フォーリーン
- 明石家さんま
- 秋元薫
- アキレス
- Action
- 麻倉未稀
- 麻田華子
- ASKA
- 阿部寛
- 鮎川麻弥
- THE ALFEE
- 安藤治彦
- 安藤秀樹
- アンナ・バナナ
- 五十嵐浩晃
- 石川さゆり
- 石川秀美
- 磯部恭子
- 135
- 伊秩弘将
- 糸賀真希
- 稲垣潤一
- 井上大輔
- 井上武英
- 井上陽水
- EVE
- 今井美樹
- 岩男潤子
- 岩崎ひろみ
- 岩崎良美
- 上田浩恵
- 上田正樹
- 宇佐元恭一
- 詩子
- 宇都宮隆
- 内海和子
- L3C
- 遠藤京子
- 遠藤久美子
- Endless
- 大門一也
- 大野轟二
- 岡本真美
- 荻野目洋子
- 小沢なつき
- 織田裕二
- おニャン子クラブ
- 小野正利
- 小原慶子
- ak
- 風戸まどか
- KATSUMI
- 加藤紀子
- 金子美香
- 辛島美登里
- 河合その子
- 河口恭吾
- KAN
- 神崎まき
- カントリー娘。に石川梨華
- 来生たかお
- 吉川晃司
- 木村恵子
- CANDY
- 杏子
- KinKi Kids
- 楠瀬誠志郎
- グッチ裕三
- 工藤静香
- 国武万里
- 久宝留理子
- 久保田利伸
- COONYA
- class
- 黒沢光義
- 研ナオコ
- 小泉今日子
- 郷ひろみ
- 小堺一機
- 小嶋希代子
- 古手川裕子
- 児島未散
- 後藤久美子
- 小林健
- 小林直
- Com-Bad's
- 小茂田理絵
- 小柳ルミ子
- 是永巧一
- 近藤まこと
- SURFACE
- 彩恵津子
- 斉藤さおり
- 斉藤由貴
- 酒井法子
- 坂上香織
- 相楽晴子
- 崎谷健次郎
- 佐藤忍
- 佐藤聖子
- 佐藤弓子
- 猿岩石
- サロンミュージック
- 沢田玉恵
- 澤向要進
- サンディ・ラム
- 椎名法子
- シャーリー・カーン
- JIVE
- J-FRIENDS
- Shape
- 獅子舞
- 柴田恭兵
- 篠原ともえ
- 篠原利佳
- 篠原涼子
- シブがき隊
- 島崎路子
- 島田奈美
- 障子久美
- 少女隊
- 庄野真代
- 鈴木聖美
- 鈴木トオル
- 鈴木博美
- 鈴木雅之
- 芹沢直美
- 瀬能あづさ
- 相馬裕子
- 反町隆史
- 高岡早紀
- 髙嶋政宏
- 高中正義
- 高橋克典
- 高橋ひとみ
- 髙橋真梨子
- 武部聡志
- 立花理佐
- 谷村有美
- 種ともこ
- chee's
- CHAGE&ASKA
- CHARA
- 円谷優子
- つみきみほ
- D-Project
- 徳永英明
- トミーズ雅
- 富田靖子
- Tomovsky
- とんねるず
- 中里あき子
- 長沢有起
- 中嶋美智代
- 中森明菜
- 中山美穂
- 長山洋子
- 西村知美
- 西田ひかる
- 西脇唯
- 野見山正貴
- BAD MESSIAH
- パール兄弟
- HAKUEI
- 早見優
- マリーン
- 原田知世
- B#
- BEAT BOYS
- BEGIN
- Hikohki
- ひふみかおり
- 平井堅
- 平井菜水
- 平井晶子
- 平松愛理
- Face To Face
- フェビアン
- 藤谷美紀
- ブレッド&バター
- BROSS
- BaBe
- Pepper Boys
- 堀ちえみ
- 福山雅治
- 本田美奈子&楠瀬誠志郎
- 本間哲子
- マイケル富岡
- 牧瀬里穂
- 松たか子
- 松田聖子
- 松田博幸
- 松本伊代
- 真璃子
- 観月ありさ
- 水谷麻里
- 水谷優子
- 美空ひばり(トリビュート)
- 三田寛子
- 南佳孝
- 宮川一朗太
- 宮沢りえ
- ムーンライダーズ
- 村井博
- 村井麻里子
- 森進一
- 森川美穂
- 森川由加里
- 森口博子
- 森村聡美
- 八木さおり
- 薬師丸ひろ子
- 安田成美
- 結城めぐみ
- 山口由子
- 山崎亜弥子
- 山崎孝
- 山本達彦
- 吉田栄作
- 吉田拓郎
- 吉田朋代
- 吉田真理子
- ラジ
- ribbon
- REICO
- ラブポーション
- LOOK
- ROMANTIC MODE
- 渡辺満里奈
- ONE STEP communicate